# 恋のお願い
「恋のお願い」（原題： Give Me Back My Man）は、The B-52'sが1980年に発表した楽曲。

## 概要
リード・ボーカルはシンディ・ウィルソン。コーラスもウィルソン。「あなたに魚をあげる／キャンディーだってあげる／この手の中にあるすべてをあなたにあげるわ／私の男を私に返して／彼女の頭は渦巻きの中で／ぐるぐると回り続けている／男を取り戻せなかったら／彼女は溺れ死ぬかもしれない」と歌われる。
フレッド・シュナイダーはレコードでもライブでもグロッケンシュピールを叩いた。レット・デイヴィスがプロデューサーとエンジニアを務めた。
1980年8月27日発売のセカンド・アルバム『Wild Planet』に収録された。本国アメリカではシングルカットされなかったが、イギリス、フランス、日本などではインストゥルメンタル・バージョンをB面にしてシングル発売された。カナダで発売されたシングルのB面は「ヴィーナス・西53マイル」であった。
イギリスでは61位、フランスでは59位を記録した。
1981年7月発売のリミックス・アルバム『Party Mix!』にリミックス・バージョンが収録された。